# Старе Арланово
Старе Арла́ново (рос. Старое Арланово, чув. Кивĕ Арланкасси) — присілок у складі Яльчицького району Чувашії, Росія. Входить до складу Янтіковського сільського поселення.
Населення — 185 осіб (2010; 246 у 2002).
Національний склад:
- чуваші — 99 %